# Aulonocnemis angusta
Aulonocnemis angusta är en skalbaggsart som beskrevs av Yves Cambefort 1987. Aulonocnemis angusta ingår i släktet Aulonocnemis och familjen Aulonocnemidae. Inga underarter finns listade.